# Micah Sloat
Micah Sloat est un acteur et un musicien américain né le 8 mai 1981 à Westport dans le Connecticut aux États-Unis.

## Biographie
Cadreur à la chaîne télévision de son université. Par la suite il interprétera le rôle de Micah dans la célèbre saga Paranormal Activity.

## Filmographie

### Films
- 2009 : Paranormal Activity : Micah
- 2010 : Paranormal Activity 2 : Micah
- 2014 : Paranormal Activity: The Marked Ones : Micah

### Séries
Lui-même
- 2009 : The Bonnie Hunt Show
- 2009 : The Jay Leno Show (Saison 1, Episode 37)